# (73710) 1992 EL21
(73710) 1992 EL21 – planetoida z pasa głównego asteroid okrążająca Słońce w ciągu 3,77 lat w średniej odległości 2,42 j.a. Odkryta 4 marca 1992 roku.